# Cultura (revista del 1914-1915)
Cultura (1914-1915) va ser una revista de caràcter cultural i de periodicitat mensual que tractava sobre política catalana, novel·la, poesia, música, pintura, filosofia i lletres estrangeres. Va néixer a Girona un mes després de l'esclat de la Primera Guerra Mundial concretament el setembre d'aquest mateix any. Se'n van publicar sis números entre l'inici de la publicació (setembre del 1914) i la seva fi (febrer del 1915).
Va ser ideada i dirigida per Josep Tharrats i Vilà (industrial i poeta català). La revista va arribar a publicar sis números mensuals i va tenir una forta difusió arreu de Catalunya. S'hi van poder llegir diferents textos dels autors gironins més destacats de l'època, com ara Carles Rahola, Prudenci Bertrana o Xavier Montsalvatge. Però també s'hi podien trobar textos d'altres escriptors d'arreu dels Països Catalans, com ara Gabriel Alomar, Miquel de Palol, Joan Maragall, Santiago Rusiñol, Joan Alcover, Victor Català i Alexandre Plana, entre d'altres i, fins i tot, escrits d'alguns intel·lectuals internacionals com Auguste Rodin, Carducci, D'Annunzio, Jules Renard, Rubén Darío, Samain, etc. Les publicacions, doncs, es presentaven en tres llengües diferents; en català, castellà i francès. 
La revista es va presentar amb un plantejament editorial multidisciplinari, ja que hi tenien cabuda poemes i textos dramàtics, escrits sobre música i pintura, textos filosòfics i, naturalment, reflexions sobre la delicada situació que travessava Europa. Sobresurten entre els escrits dedicats a la guerra l'esplèndid article Els crims de mars, de Prudenci Bertrana, que no havia estat inclòs a les seves Obres completes i la carta que Rahola, Montsalvatge, Tharrats i Palol van enviar al Ministre de Belles Arts francès, com a signe de protesta i en solidaritat per la destrucció de Reims per l'exèrcit Alemany. D'aquesta manera abraçava molts àmbits diferents i no es limitava a ser només una publicació cultural sinó que pretenia aportar un contingut més punyent.
De fet, la revista constituïa un testimoni de gran valor sobre com es van viure des de Girona, concretament, els primers mesos de la Primera Guerra Mundial.

## Edició en format facsímil
Coincidint amb el centenari de la publicació de la revista, “Edicions de la Ela Geminada” va imprimir una reedició en format facsímil dels sis números, que es va publicar l'octubre del 2014. En aquest format hi havia un estudi introductori de Maximiliano Fuentes, professor d'història contemporània de la Universitat de Girona, que encapçalava els sis números. Es va publicar com un sol volum, respectant les mides originals de 242 x 155 mm, a diferència de la reedició que en va fer “Edicions del Cotal” el 1979.